# Hruševo
Hruševo je naselje na široki terasi nad dolino Gradaščice v Občini Dobrova-Polhov Gradec.
Na osamelem griču severno od vasi je podružnična cerkev župnije Dobrova iz poznega 18. stoletja, posvečena Svetemu Juriju. V cerkvi je slika Valentina Metzingerja, ki upodablja svetega Janeza Nepomuka iz leta 1749, ter slika italijanskega mojstra Michelangela Riccolina, ki upodablja svetega Filipa Nerija.
V dolini južno pod Hruševim teče potok Hruševnik, ki se nedaleč od vasi izliva v reko Gradaščico. Hruševo je sestavljeno iz dveh naselij; starega, ki se imenuje Hruševo in novega dela, ki mu pravijo Selo.

## NOB
Oddelek narodne zaščite partizanov iz Hruševega in okoliških krajev je 7. maja 1942 iz zasede napadel motorizirano italijansko kolono 2. polka divizije Granatieri di Sardegna. V spopadu je bilo 33 ubitih ter 82 ranjenih italijanskih vojakov in častnikov. To je bil do tedaj najhujši poraz, ki so ga italijanske okupacijske sile doživele v Sloveniji.